# Arctapodema australis
Arctapodema australis är en nässeldjursart som först beskrevs av Ernst Vanhöffen 1912.  Arctapodema australis ingår i släktet Arctapodema och familjen Rhopalonematidae. Inga underarter finns listade i Catalogue of Life.